# Видаль Саглио, Луис
Луис Видаль Саглио (исп. Luis Vidal Zaglio; 1 ноября 1913, Монтевидео, Уругвай — 20 декабря 1975, там же) — уругвайский государственный деятель, министр иностранных дел Уругвая (1967—1968).

## Биография
Получил незаконченное высшее образование. Начал карьеру журналиста, работал в газетах «La Tribuna» и «El Debate». В молодости сотрудничал с Национальной партией. Был клерком пенсионного фонда промышленности и торговли, став в 1948 г. директором направления.
В 1950 году был избран в Палату депутатов, переизбирался в 1954, 1958 и 1962 гг. и был переизбран в три раза.
- 1963—1965 гг. — президент комиссии по вопросам финансов Палаты депутатов,
- 1965—1967 гг. — министр иностранных дел Уругвая,
- с 1968 г. — сенатор и заместитель председателя Сената.

В 1966 г. создал издание «La Opinión Herrerista», ставшее воскресным приложением газеты «Эль-Плата». В мае 1967 г. вызвал на дуэль министра труда Энрике Вескоби, в итоге пришлось формировать Суд Чести, постановивший, что оснований для дуэли не существует.